# Longicyatholaimus egregius
Longicyatholaimus egregius is een rondwormensoort uit de familie van de Cyatholaimidae. De wetenschappelijke naam van de soort is voor het eerst geldig gepubliceerd in 1972 door Hopper.